# L'Île de Nim 2
Série
L'Île de Nim
(2008)
Pour plus de détails, voir Fiche technique et Distribution.
L'Île de Nim 2 (Return to Nim's Island) est un film australien d'aventures réalisé par Brendan Maher, sorti en 2013.

## Fiche technique
Sauf indication contraire, les informations mentionnées dans cette section peuvent être confirmées par la base de données cinématographiques IMDb,  présente dans la section « Liens externes ».
- Titre original : Return to Nim's Island
- Titre français : L'Île de Nim 2
- Réalisation : Brendan Maher
- Scénario : Cathy Randall, d'après l'oeuvre de Wendy Orr
  - Scènes et dialogues supplémentaires : Ray Boseley, Sarah Carbiener et Erica Rosbe
- Musique : Nerida Tyson-Chew
- Direction artistique : Jonathon Hannon
- Décors : Scott Bird
- Costumes : Jean Marashlian
- Photographie : Judd Overton
- Son : Greg Burgmann, Ric Kaspar
- Montage : Geoff Lamb
- Production : Chris Brown, Tom Hoffie et Paula Mazur

Production exécutive : Julie Forster
Production déléguée : Jim Bechtold, Trevor Drinkwater, Louis J. Grieci, Brad Liebow, Clint McClain, Janet M. Morrison, Aaron Tucker et Brian Wells
Production associée : Pippa Anderson
- Sociétés de production[1] : 
  - Australie : Pictures in Paradise,
  - États-Unis : Walden Media, Mazur / Kaplan Company[2], Nim's Island
- Sociétés de distribution : 
  - États-Unis : ARC Entertainment (Tous médias) ; Fox-Walden (Tous médias)
- Budget : n/a
- Pays d'origine :  Australie,  États-Unis
- Langue originale : anglais
- Format[3] : couleur
- Dates de sortie[4] :
  - États-Unis : 15 mars 2013 (sortie directement à la TV)
  - Australie : 28 mars 2013
  - France : 11 février 2014 (sortie directement en DVD)[5]
- Classification[6] :
  -  Australie : Tous publics (G - General)[7].
  -  États-Unis : Certaines scènes peuvent heurter les enfants - Accord parental souhaitable (PG - Parental Guidance Suggested)[Note 1].
  -  France : Tous publics (Conseillé à partir de 10 ans)[5].

## Distribution
- Bindi Irwin (VF : Adeline Chetail) : Nim Rusoe
- Toby Wallace : Edmund
- John Waters : Booker
- Matthew Lillard (VF : Franck Capillery) : Jack Rusoe
- Jack Pearson (VF : Charles Germain) : Ben
- Sebastian Gregory : Frankie
- Nathan Derrick : Felix
- Chris Haywood : Grant
- Andrea Moor : Ministre O'Hare

 Sauf indication contraire, les informations mentionnées dans cette section peuvent être confirmées par la base de données cinématographiques IMDb,  présente dans la section « Liens externes ».

## Distinctions
En 2013, L'Île de Nim 2 a été sélectionné 1 fois dans diverses catégories.

### Nominations
- Prix de la bande-annonce d'or 2013 : Meilleure bande-annonce d'animation étrangère / famille pour Pinnacle Films et Zealot Pictures.